# Miltiades (Bischof von Rom)

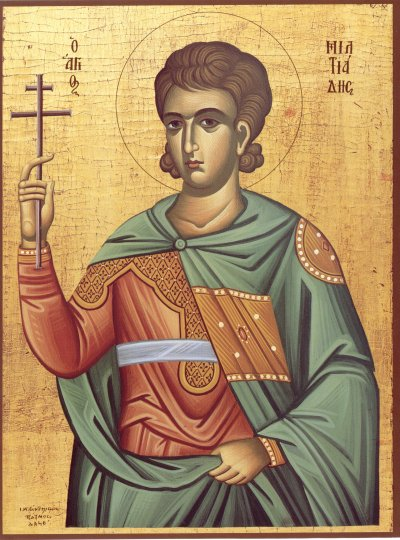
Ikone mit der Darstellung des Miltiades

Miltiades oder Melchiades (hebr.-lat.: der Königliche; auch Meltiades, Melciades, Milciades, Milziade oder Miltides; † 10. oder 11. Januar 314) war vom 2. Juli 311 bis zum 10. oder 11. Januar 314 Bischof von Rom und damit aus katholischer Perspektive Papst.

## Leben
Trotz des griechischen Namens war Miltiades wahrscheinlich Nordafrikaner, doch ist seine Biographie ungewiss. 
Während seiner Amtszeit wurde im Frühjahr 311 das Toleranzedikt des Galerius erlassen, womit die Christenverfolgungen im Römischen Reich, mit regionalen Ausnahmen unter Maximinus Daia, endeten. Nachdem Konstantin am 28. Oktober 312 seinen Gegner Maxentius in der Schlacht an der Milvischen Brücke besiegt hatte, kam es in weiterer Folge zwischen jenem und Licinius zur Mailänder Vereinbarung, die die Gleichstellung aller Religionen im Römischen Reich bedeutete. Der Lateranpalast gelangte in dieser Zeit de facto in den Besitz der Bischöfe von Rom, „de jure“ allerdings erst im Jahre 800 durch die als Fälschung entlarvte Konstantinische Schenkung.
Kirchengeschichtlich bedeutsam wurde Miltiades durch das Bemühen, den Zwist mit dem Donatismus beizulegen. Er leitete das Schiedsgericht im Lateran zur Schlichtung des Streits zwischen den Bischöfen Caecilianus von Karthago und Donatus von Casae Nigrae, das am 2. Oktober 313 Caecilianus rehabilitierte und die Donatisten zur Versöhnung mit Caecilianus aufforderte.

## Verehrung
Seine Reliquien befinden sich in der Calixtus-Katakombe in der sogenannten Region des Papstes Miltiades.
Sein Gedenktag in der katholischen Kirche ist der 10. Januar, in der orthodoxen Kirche der 10. April.